# Макаров, Сергей Владимирович (хоккеист)
Сергей Владимирович Макаров (род. 12 октября 1971, Электросталь, Московская область) — советский и российский хоккеист, нападающий. Мастер спорта России.

## Биография
Воспитанник «Кристалла» Электросталь, тренер Владимир Мариничев. Дебютировал в первенстве СССР первой лиги в сезоне 1986/87, проведя за «Кристалл» одну игру. В сезонах 1990/91 — 1991/92 играл в чемпионате страны за «Крылья Советов». В сезоне 1992/93 провёл 13 матчей за ЦСКА. Играл за «Кристалл» (1990/91 — 1991/92, 1992/93 — 1994/95, 2006/07), «Керамик» Электроугли (2004/05), «Мотор» Заволжье (1994/95, 1996/97), «Торпедо» НН (1995/96 — 1996/97), ЦСКА (1997/98, 1998/99 — 2000/01), «Крылья Советов» (1998/99), ХК ЦСКА (2001/02), СКА (2002/03), «Титан» Клин, «Корд» (2002/03 — 2003/04, 2004/05), «Славию» София (Болгария, 2005/06).
Победитель зимней Универсиады 1993.
Участник Кубка Ческе Пойиштёвны 2000.
Окончил РГАФК (1994).
Детский тренер.